# Đại hội Thể thao Bán đảo Đông Nam Á 1969
Đại hội Thể thao Bán đảo Đông Nam Á 1969, tên gọi chính thức là Đại hội Thể thao Bán đảo Đông Nam Á lần thứ 5, là một sự kiện thể thao đa môn khu vực Đông Nam Á, được tổ chức tại Rangoon, Miến Điện (nay là Yangon, Myanmar) từ ngày 6 đến ngày 13 tháng 12 năm 1969, với 15 môn được đưa vào chương trình thi đấu. Ban đầu, Việt Nam Cộng hòa được chọn làm nước chủ nhà cho kỳ đại hội này. Tuy nhiên, đã từ chối đăng cai một cách miễn cưỡng do Cuộc Tổng tiến công Tết Mậu Thân năm 1968 trong bối cảnh Chiến tranh Việt Nam. Singapore, khi đó là thành viên trẻ nhất của Liên đoàn Thể thao Bán đảo Đông Nam Á, đã đề xuất đổi tên đại hội thành Đại hội Thể thao Đông Nam Á (Southeast Asian Games) trong kỳ đại hội lần này. Dù đề xuất chưa được chính thức thông qua, việc xem xét mở rộng liên đoàn để kết nạp Philippines và Indonesia được cho là sẽ góp phần giải quyết khó khăn trong việc tổ chức cũng như nâng cao trình độ chuyên môn và tính cạnh tranh của đại hội. 
Sau khi đăng cai kỳ đại hội lần thứ 5, Miến Điện tuyên bố không thể tiếp tục đăng cai các kỳ đại hội sau, viện dẫn lý do thiếu năng lực tài chính. Đây là lần thứ hai Miến Điện đăng cai đại hội kể từ lần đầu tiên vào năm 1961. Lễ khai mạc và bế mạc đều do Thủ tướng kiêm Chủ tịch Hội đồng Cách mạng Liên bang Miến Điện – Ne Win chủ trì, tại Sân vận động Bogyoke Aung San. Bảng tổng sắp huy chương cuối cùng chứng kiến chủ nhà Miến Điện dẫn đầu, tiếp theo là Thái Lan và Singapore.

## Đoàn thể thao tham dự
- Miến Điện (chủ nhà)
- Lào
- Malaysia
- Singapore
- Việt Nam Cộng hòa
- Thái Lan

## Bảng tổng sắp huy chương
| Hạng               | Đoàn               | Vàng | Bạc | Đồng | Tổng số |
| ------------------ | ------------------ | ---- | --- | ---- | ------- |
| 1                  | Miến Điện (BIR)    | 57   | 46  | 46   | 149     |
| 2                  | Thái Lan (THA)     | 32   | 32  | 45   | 109     |
| 3                  | Singapore (SIN)    | 31   | 39  | 23   | 93      |
| 4                  | Malaysia (MAL)     | 16   | 24  | 39   | 79      |
| 5                  | Việt Nam (VNM)     | 9    | 5   | 8    | 22      |
| 6                  | Lào (LAO)          | 0    | 0   | 3    | 3       |
| Tổng số (6 đơn vị) | Tổng số (6 đơn vị) | 145  | 146 | 164  | 455     |

## Môn thể thao
- Bắn súng  (chi tiết)

- Bóng bàn  (chi tiết)

- Bóng chuyền  (chi tiết)

- Bóng đá  (chi tiết)

- Bóng rổ  (chi tiết)

- Cầu lông  (chi tiết)

- Cử tạ  (chi tiết)

- Điền kinh  (chi tiết)

- Judo  (chi tiết)

- Quần vợt  (chi tiết)

- Quyền anh  (chi tiết)

- Thể dục dụng cụ  (chi tiết)

- Thể thao dưới nước  (chi tiết)

- Thuyền buồm  (chi tiết)

- Xe đạp  (chi tiết)